# Galliera
Galliera is een gemeente in de Italiaanse metropolitane stad Bologna (regio Emilia-Romagna) en telt 5450 inwoners (31-12-2004). De oppervlakte bedraagt 37,2 km², de bevolkingsdichtheid is 140 inwoners per km².

## Demografie
Galliera telt ongeveer 2220 huishoudens. Het aantal inwoners steeg in de periode 1991-2001 met 14,5% volgens cijfers uit de tienjaarlijkse volkstellingen van ISTAT.
| Jaar | Inwoneraantal |
| ---- | ------------- |
| 1991 | 4527          |
| 2001 | 5183          |

## Geografie
De gemeente ligt op ongeveer 14 meter boven zeeniveau.
Galliera grenst aan de volgende gemeenten: Malalbergo, Pieve di Cento, Poggio Renatico (FE), San Pietro in Casale, Sant'Agostino (FE).
Alto Reno Terme · Anzola dell'Emilia · Argelato · Baricella · Bentivoglio · Bologna · Borgo Tossignano · Budrio · Calderara di Reno · Camugnano · Casalecchio di Reno · Casalfiumanese · Castel Guelfo di Bologna · Castel Maggiore · Castel San Pietro Terme · Castel d'Aiano · Castel del Rio · Castel di Casio · Castello d'Argile · Castenaso · Castiglione dei Pepoli · Crevalcore · Dozza · Fontanelice · Gaggio Montano · Galliera · Granarolo dell'Emilia · Grizzana Morandi · Imola · Lizzano in Belvedere · Loiano · Malalbergo · Marzabotto · Medicina · Minerbio · Molinella · Monghidoro · Monte San Pietro · Monterenzio · Monzuno · Mordano · Ozzano dell'Emilia · Pianoro · Pieve di Cento · Sala Bolognese · San Benedetto Val di Sambro · San Giorgio di Piano · San Giovanni in Persiceto · San Lazzaro di Savena · San Pietro in Casale · Sant'Agata Bolognese · Sasso Marconi · Valsamoggia · Vergato · Zola Predosa
- MusicBrainz: 8f90fea8-a316-41fd-ac68-14ab5c3fdb08
- Virtual International Authority File: 240516184

1. ↑  https://demo.istat.it/?l=it.